# Sociálně demokratická strana (Rumunsko)
Sociálně demokratická strana je jedna ze dvou největších politických stran v Rumunsku. Je sociálně demokratické orientace a vznikla v roce 2001. Ačkoliv je v současnosti nejsilnější parlamentní stranou, působí v opozici. I proto, že jde o establishmentovou a zároveň nejsilnější stranu, která dlouho vládla a má největší počet starostů a lokálních zastoupení, se s ní pojí řada kauz. Podle kritiků má strana dlouhodobý problém s korupcí, zasahováním do nezávislosti soudnictví nebo s pokusy o ovládnutí mediální scény.